# 費加蘭德·傑克
費加蘭德·傑克（日語：フィガーランド·シャンクス）是日本動漫作品《ONE PIECE》裡的其中一個角色。外號「紅髮」傑克。紅髮海賊團的船長，兼「四皇」之一，亦是故事主角「草帽小子」蒙其·D·魯夫年幼時就崇拜的偶像，他啟發了魯夫的海賊夢。

## 設計
在单行本第24卷的SBS專欄中，作者間接透露傑克是他最喜歡的角色。特別是在每集單行本人物介紹都有他。

## 人物
傑克特徵是一頭紅色的頭髮，以及左眼由「黑鬍子」馬歇爾·D·汀奇在約距今十幾年前所造成的三道傷痕（後被用作紅髮海賊團的記號），而香克斯亦提到，這是他到現在唯一還會讓他隱隱作痛的傷痕。武器是一把名為「格里芬」的西洋劍。武器名字取自于狮鹫。
傑克性格豪爽，為人隨和，喜歡惡作劇（曾對幼年魯夫灌酒），凡事都向前看，樂觀程度極度嚴重，即使自己被羞辱也可以一笑而過，但是絕不允許自己的夥伴被任何人傷害。喜歡到處開派對，極愛喝酒，重視程度僅次於夥伴。
官方生命卡上表示他曾經在這片海域留下了無數傳說，最終成為能與白鬍子平等對抗的存在，在海賊中沒有比他更能體現「自由」這一概念的人。如果將海賊王定義為「這片海域最自由的人」的話，那傑克則是離王座最近的人。
第二部中海軍評價他為「成為四皇6年，四個人裡最年輕的，深受部下信賴，他手下的幹部個個都大名鼎鼎，懸賞金的平均值非常高，最平衡的鐵壁海賊團」。
傑克與現任神領騎士團團長費加蘭德·夏姆洛克為雙胞胎兄弟，是現任五老星「科學防衛武神」費加蘭德·加林聖的流落在外的兒子。

## 能力

### 佩刀
- 「格里芬」

傑克隨身佩戴的長刀，與傑克共同經歷了無數戰鬥，名為「格里芬」，意為獅鷲。

### 霸氣
傑克擅長運用霸王色霸氣、武裝色霸氣、見聞色霸氣。在傑克與白鬍子談判破裂時，與白鬍子的霸王色相碰撞，連天空都裂開了。而傑克的霸王色霸氣能使出「見聞殺」，能控制自己的氣息不讓對方預測到未來。

### 招式
神避：紅髮使用了與海賊王哥爾·D·羅傑一樣的招式神避，一擊打敗了懸賞30億的超新星海賊基德。

## 劇中表現
傑克1歲的時候被「海賊王」哥爾·D·羅傑在諸神峽谷搶來的財寶中發現，其後一直由羅傑一行人撫養。9歲時就在羅傑的船上當海賊見習生，直至羅傑解散海賊團為止。他曾以羅傑海賊團的船員身分參與了27年前的「愛特·沃爾海戰」。當時同在船上的「小丑」巴其因不喜歡傑克的性格，及認為自己是被傑克「陷害」才吞下了惡魔果實，所以非常討厭他（兩人經常爭吵）。過去由於留下照顧突然發高燒的巴其而未能前往最後之島拉乎德爾，因此不知道該島的位置。另外，頭上那頂草帽原是羅傑海賊團船長「海賊王」哥爾·D·羅傑配戴的草帽，後來轉手給傑克。傑克與「鷹眼」喬拉可爾·密佛格是多年好友，兩人經常決鬥，那場決鬥被白鬍子稱為「傳說中的決鬥」。

### 第一部
傑克來到「東海」並在「風車村」停留一年，其間認識了當時仍是小孩的魯夫。傑克覺得魯夫很像年輕時的自己，兩人也迅即成了好朋友。後因拯救墜海的魯夫而被「近海之王」咬去左手臂。在離開風車村時，魯夫對其大喊要成為海賊王，與雷利對話談及讓其想起當年船長羅傑，讓他毫不遲疑把自己草帽交予魯夫保管，並囑咐魯夫在成為一名出色的海賊後才物歸原主。第二部的六年前（魯夫13歲時），當時33歲的傑克被世人稱為四皇。後來傑克輾轉從艾斯和「鷹眼」口中得知魯夫的消息時，顯得相當興奮。傑克與魯夫相處的日子雖然很短，但對他日後的影響卻極之深遠；魯夫的爺爺卡普更一口咬定傑克就是引領孫子踏上海賊之路的罪魁禍首。
傑克在「頂上戰爭」的始末，扮演著關鍵角色。曾與「黑鬍子」交手過的他深知對方底細，故親自前往會見另一位四皇「白鬍子」艾德華·紐蓋特 ，請他阻止「火拳」波特卡斯·D·艾斯繼續追捕「黑鬍子」。在登上「莫比·迪克號」時，傑克以強大的霸王色霸氣震懾船上的所有人，使多數未有心理準備或實力層次不夠的船員受衝擊而暈倒，且僅經過便已讓船體周圍略為凹陷，但他表示只是稍加威壓而已。後與「白鬍子」談判時，兩人對上一劍，霸王色霸氣所產生的衝擊劃開了天空。
「頂點戰爭」發生的前一天，四皇之一的「百獸」海道想要趁機打倒正趕往海軍本部「馬林福特」營救艾斯的白鬍子海賊團，因此跟傑克在新世界起了小衝突，最後傑克阻止了海道。「頂點戰爭」後期，傑克在海軍意料不到的情況下，率領紅髮海賊團現身海軍總部，並聲言前來是為結束戰爭；登場時，他輕鬆以一劍擋下海軍上將「赤犬」對克比的攻擊，使「赤犬」驚出冷汗且不敢妄動，在場的所有人極為驚訝，並稱讚克比「充滿勇氣的數秒」改變了世界的命運。傑克與船員一方面牽制肆意追擊海賊們的海軍（貝克曼持槍牽制住上將黃猿，而他勸告白鬍子海賊團及海軍停止戰鬥），且宣告紅髮海賊團會跟「仍想繼續戰鬥的人」當對手，與「黑鬍子」海賊團短暫對峙；爾後「黑鬍子」以時機未到為由撤退，而在場的各方亦停止了戰鬥，「頂點戰爭」至此結束。停戰後，傑克宣言會為「頂點戰爭」中戰死的艾斯與「白鬍子」處理後事，並警告海軍勿節外生枝；戰國元帥表明：「既然是紅髮你的話那可以」，並願意扛起一切責任，接著當場宣布戰爭結束，海軍也開始動員救助死傷者退出戰場。此外，傑克在戰場中拾得魯夫掉下的草帽，由此得知魯夫出現在馬林福特，但他認為此時和魯夫見面會與原先的約定不同，故誘騙「小丑」巴其把草帽送還予魯夫。「頂點戰爭」結束後，傑克在偉大航道後半段「新世界」舉辦「白鬍子」和艾斯的喪禮，將兩人合葬在一塊；其後和白鬍子海賊團第一隊隊長馬可道別後，便與他的海賊團團員們離去。由於自己曾目睹船長羅傑被處死，使傑克對魯夫失去哥哥的悲痛感同身受，並默默囑咐魯夫要經歷成功與失敗才能成為真正頂天立地的男子漢，期望他能盡快克服眼前的難關。

### 第二部
「多雷斯羅薩事件」落幕後，傑克和旗下成員於某座島參加婚禮的期間閱報獲知魯夫等人擊潰唐吉訶德·多佛朗明哥的消息而開懷大笑。傑克閱報獲知魯夫等人在圓蛋糕島策畫暗殺「夏洛特·莉莉」未遂以及魯夫的懸賞金翻倍提升的消息，並認為兩人再會之日已不遠。在世界會議期間，疑似傑克的紅髮為了向世界政府的五老星商討某位海賊的問題，獨自現身於聖地馬力喬亞的盤古城和五老星會面。
和之國篇魯夫打倒海道後，紅髮海賊團來到和之國近海，傑克用強大的霸王色霸氣迫使大將綠牛撤退。後將要離開和之國的馬可送至斯芬克斯近海。在巨人岛附近的海域中与船长基德开战，并且使用“神避”将船长基德击败。他還懲治了入侵其麾下領地的巴特洛馬。